# Дивізія А 1931—1932
Дивізія А 1931-32 — 20-ий сезон чемпіонату Румунії з футболу. Усі футбольні клуби країни були поділені на 5 регіональних ліг за територіальним принципом. Переможець кожної з ліг взяв участь у фінальному турнірі. Титул вчетверте здобув Венус (Бухарест).

## Команди
У змаганнях брав участь також клуб Маккабі із українських Чернівців, які на той час були у складі Румунії.

## Регіональний етап
Переможець кожної зони у складі кожної ліги пройшли до плей-оф, де визначалися по одному представнику кожної регіональної ліги у національному етапі.

### Плей-оф

#### 1 раунд
Захід
| Команда 1                 | Рахунок | Команда 2 |
| ------------------------- | ------- | --------- |
| Вултурій Текстіла (Лугож) | 0:1     | УД Решица |

Південь
| Команда 1            | Рахунок | Команда 2            |
| -------------------- | ------- | -------------------- |
| Триколор (Плоєшті)   | 2:0     | ДВА Галац            |
| Вікторія (Констанца) | 2:1     | Дачія Уніря (Бреїла) |

Північ
| Команда 1           | Рахунок  | Команда 2       |
| ------------------- | -------- | --------------- |
| Олімпія (Сату-Маре) | 2:2; 1:3 | Крішана (Орадя) |

Центр
| Команда 1             | Рахунок | Команда 2    |
| --------------------- | ------- | ------------ |
| Мурешул (Тиргу-Муреш) | 5:0     | ІАР (Брашув) |

#### 2 раунд
Захід
| Команда 1                | Рахунок | Команда 2         |
| ------------------------ | ------- | ----------------- |
| Ровіне Грівіца (Крайова) | 3:4     | УД Решица         |
| Глорія ЧФР (Арад)        | 3:0     | Джиул (Петрошань) |

Південь
| Команда 1          | Рахунок | Команда 2            |
| ------------------ | ------- | -------------------- |
| Триколор (Плоєшті) | 3:0     | Вікторія (Констанца) |

#### 3 раунд
Центр
| Команда 1      | Рахунок | Команда 2             |
| -------------- | ------- | --------------------- |
| Шоймій (Сібіу) | 1:3     | Мурешул (Тиргу-Муреш) |

Схід
| Команда 1        | Рахунок | Команда 2          |
| ---------------- | ------- | ------------------ |
| Конкордія (Ясси) | 1:2     | Маккабі (Чернівці) |

Північ
| Команда 1       | Рахунок | Команда 2           |
| --------------- | ------- | ------------------- |
| Крішана (Орадя) | 2:1     | Університатя (Клуж) |

Захід
| Команда 1 | Рахунок | Команда 2         |
| --------- | ------- | ----------------- |
| УД Решица | 5:2     | Глорія ЧФР (Арад) |

Південь
| Команда 1          | Рахунок  | Команда 2        |
| ------------------ | -------- | ---------------- |
| Триколор (Плоєшті) | 1:1; 0:9 | Венус (Бухарест) |

## Національний етап
| Ліга    | Команда               |
| Схід    | Маккабі (Чернівці)    |
| Північ  | Крішана (Орадя)       |
| Південь | Венус (Бухарест)      |
| Центр   | Мурешул (Тиргу-Муреш) |
| Захід   | УД Решица             |

### Попередній раунд
| Команда 1             | Рахунок | Команда 2       |
| --------------------- | ------- | --------------- |
| 5 червня 1932         |         |                 |
| Мурешул (Тиргу-Муреш) | 2:0     | Крішана (Орадя) |

### 1/2 фіналу
| Команда 1         | Рахунок | Команда 2             |
| ----------------- | ------- | --------------------- |
| 19-26 червня 1932 |         |                       |
| Венус (Бухарест)  | 5:0     | Маккабі (Чернівці)    |
| УД Решица         | 8:2     | Мурешул (Тиргу-Муреш) |

### Фінал
| Команда 1        | Рахунок | Команда 2 |
| ---------------- | ------- | --------- |
| 10 липня 1932    |         |           |
| Венус (Бухарест) | 3:0     | УД Решица |